# Liste der Monuments historiques in Belleherbe
Die Liste der Monuments historiques in Belleherbe führt die Monuments historiques in der französischen Gemeinde Belleherbe auf.

## Liste der Immobilien
| Bezeichnung     | Beschreibung             | Standort                         | Kennzeichnung | Schutzstatus | Datum | Bild           |
| --------------- | ------------------------ | -------------------------------- | ------------- | ------------ | ----- | -------------- |
| Maison Sorribès | Wohnhaus, um 1790 erbaut | Belleherbe, 10 Grande Rue (Lage) | PA25000004    | Inscrit      | 1997  | weitere Bilder |

## Liste der Objekte
| Bezeichnung | Beschreibung          | Standort                                                    | Kennzeichnung | Schutzstatus | Datum | Bild |
| ----------- | --------------------- | ----------------------------------------------------------- | ------------- | ------------ | ----- | ---- |
| Kanzel      | Holz, 18. Jahrhundert | Droitfontaine, in der Kirche St-Claude (Lage)               | PM25001846    | Inscrit      | 1978  |      |
| Glocke      | Bronze, 1779 gegossen | Belleherbe, in der Kirche Notre-Dame-de-l’Assomption (Lage) | PM25000123    | Classé       | 1942  |      |